# 高州市
21°55′16″N 110°51′03″E / 21.92111°N 110.85083°E
高州市是中华人民共和国广东省西南部的县级市，由茂名市代管，东连阳春市、茂名电白区，南接茂名茂南区，北邻信宜市，西南与化州市、西北与广西北流市接壤。历史上曾是粤西地区的政治、经济、军事、文化中心，市人民政府駐中山路59号。
高州城始建于隋开皇十八年（598年）。从唐代至民国，历史上高州素有“广东四大文教之乡”之一的美誉。高州是“高凉文化”的重要发源地、兴盛地、传承地。
高州是广东省历史文化名城及文化旅游目的地，广东十大传统美食之乡之一，全省重要的农业生产基地，荔枝、龙眼种植面积及产量居全国首位，也是全省最大的北运菜生产和蛋鸡养殖基地。

## 名称由来
「高州」之名來源於高州古地名高涼郡，据《太平寰宇記》記載，「高涼郡土厚而山環繞，高且稍涼，故以為名」。

## 历史
| 朝代           | 具体时期                  | 建置 |
| -------------- | ------------------------- | --- |
| 先秦时期       |                           | 西瓯、骆越部族                                                                                                 |
| 秦             | 秦始皇三十三年（前214年） | 大部分属桂林郡，南部小部分属象郡                                                                               |
| 汉             | 汉高祖元年（前206年）     | 属南越国 |
| 汉             | 元鼎六年（前111年）       | 南部属交趾刺史部合浦郡高凉县，北部属苍梧郡端溪县                                                               |
| 汉             | 元封五年（前106年）       | 南部属交州合浦郡高凉县，北部属苍梧郡端溪县                                                                     |
| 汉             | 建和元年（147年）         | 南部属交州高兴郡高凉县，北部属苍梧郡端溪县                                                                     |
| 汉             | 建宁元年（168年）         | 南部属交州高凉郡高凉县，北部属苍梧郡端溪县                                                                     |
| 三国           | 建安二十五年（220年）     | 南部属吴国交州高凉郡高凉县，北部属苍梧郡端溪县                                                                 |
| 三国           | 黄武五年（226年）         | 南部属吴国广州高凉郡高凉县，北部属苍梧郡端溪县                                                                 |
| 三国           | 赤乌五年（242年）         | 分属吴国广州高凉郡、高兴郡                                                                                     |
| 晋             | 太康四年（283年）         | 属广州高凉郡高凉县                                                                                             |
| 南北朝         | 梁中大通元年（529年）     | 西部、西南部属罗州高兴郡，北部属泷州梁德郡，中部、东部属高州电白郡、海昌郡，南部属高州南巴郡                   |
| 南北朝         | 陈永定二年（558年）       | 中部、东部属高州电白郡，南部属高州南巴郡，西南部、西部属罗州石龙郡，北部及东北部属泷州梁德郡务德县及高州海昌郡 |
| 隋             | 开皇十八年（598年）       | 中部、东部属高州电白县，南部属高州南巴县，西部属罗州茂名县，北部属泷州良德县                                   |
| 隋             | 大业三年（607年）         | 中部、东部属高凉郡电白县，南部属高凉郡南巴县，西部属高凉郡茂名县，北部属永熙郡良德县                           |
| 唐             | 武德四年（621年）         | 分属岭南道广州茂名县、电白县                                                                                   |
| 唐             | 武德六年（623年）         | 分属岭南道高州茂名县、电白县、良德县                                                                           |
| 唐             | 贞观八年（634年）         | 分属岭南道高州电白县、良德县，潘州茂名县                                                                       |
| 唐             | 贞观二十三年（649年）     | 分属岭南道高州茂名县、电白县、良德县                                                                           |
| 唐             | 永徽元年（650年）         | 分属岭南道高州电白县、良德县，潘州茂名县                                                                       |
| 唐             | 开元二年（714年）         | 分属岭南道高州电白县、良德县，潘州茂名县、潘水县                                                               |
| 唐             | 开元五年（717年）         | 分属岭南道高州电白县、良德县、保安县，潘州茂名县、潘水县                                                       |
| 唐             | 天宝元年（742年）         | 分属岭南道高凉郡电白县、良德县、保宁县，南潘郡茂名县、潘水县                                                   |
| 唐             | 乾元元年（758年）         | 分属岭南道高州电白县、良德县、保宁县，潘州茂名县、潘水县                                                       |
| 五代十国       | 后梁开平元年（907年）     | 分属高州电白县、良德县、保宁县，潘州越裳县、潘水县                                                             |
| 五代十国       | 南汉乾亨七年（923年）     | 分属高州电白县、良德县、保宁县，潘州茂名县、潘水县                                                             |
| 宋             | 开宝五年（972年）         | 属广南西路高州茂名县、电白县                                                                                   |
| 宋             | 景德元年（1004年）        | 属广南西路窦州茂名县、电白县                                                                                   |
| 宋             | 景德三年（1006年）        | 属广南西路高州茂名县、电白县                                                                                   |
| 元             | 至元十五年（1278年）      | 属湖广行中书省海北海南道高州路茂名县、电白县                                                                   |
| 明             | 洪武元年（1368年）        | 属广东布政使司高州府茂名县、电白县                                                                             |
| 明             | 洪武七年（1374年）        | 属广东布政使司高州、电白县                                                                                     |
| 明             | 洪武九年（1376年）        | 属广东布政使司高州府电白县                                                                                     |
| 明             | 洪武十四年（1381年）      | 属广东布政使司高州府茂名县、电白县                                                                             |
| 明             | 成化三年（1467年）        | 属广东布政使司高州府茂名县                                                                                     |
| 清             | 顺治四年（1647年）        | 属广东高雷阳道高州府茂名县                                                                                     |
| 清             | 雍正八年（1730年）        | 属广东高雷廉道高州府茂名县                                                                                     |
| 中华民国       | 民国元年（1912年）        | 属广东省高州绥靖处茂名县                                                                                       |
| 中华民国       | 民国3年（1914年）         | 属广东省高雷道茂名县                                                                                           |
| 中华民国       | 民国9年（1920年）         | 属广东省高雷善后处茂名县                                                                                       |
| 中华民国       | 民国14年（1925年）        | 属广东省南路行政区茂名县                                                                                       |
| 中华民国       | 民国15年（1926年）        | 属广东省南路绥靖区茂名县                                                                                       |
| 中华民国       | 民国25年（1936年）        | 属广东省第七行政督察区茂名县                                                                                   |
| 中华民国       | 民国27年（1938年）        | 属广东省南路行政区茂名县                                                                                       |
| 中华民国       | 民国36年（1947年）        | 属广东省第八行政督察区茂名县                                                                                   |
| 中华民国       | 民国38年（1949年）        | 属广东省第十三行政督察区茂名县                                                                                 |
| 中华人民共和国 | 1949年11月                | 属广东省南路专区茂名县                                                                                         |
| 中华人民共和国 | 1950年9月                 | 属广东省高雷专区茂名县                                                                                         |
| 中华人民共和国 | 1952年11月                | 属广东省粤西行政区茂名县                                                                                       |
| 中华人民共和国 | 1956年2月                 | 属广东省湛江专区茂名县                                                                                         |
| 中华人民共和国 | 1958年11月                | 属广东省湛江专区茂信县                                                                                         |
| 中华人民共和国 | 1958年12月                | 属广东省湛江专区高州县                                                                                         |
| 中华人民共和国 | 1970年                    | 属广东省湛江地区高州县                                                                                         |
| 中华人民共和国 | 1983年7月                 | 属广东省茂名市高州县                                                                                           |
| 中华人民共和国 | 1993年6月                 | 属广东省高州市（县级市，由茂名市代管）                                                                         |

### 新石器时代
高州境内人类居住的历史可以上溯到新石器时代，在南部的石鼓镇祥山茶亭岭出土的两件穿孔石球是目前高州境内发现最早的石器工具，为当时旧石器时代晚期制作和使用的捕猎工具。在新垌镇红珠岭和云潭镇的黄鳝坡上，亦发现新石器时代文化遗址，出土有石斧、石锛、砺石等磨制石器。此外，在曹江、泗水、根子、谢鸡等镇发现新石器文化遗存点共11处，出土一批石器工具。这些出土文物，证明了在4500年前的新石器时代，高州的土著民族已生活在境内的大片土地上，创造了高州古代人类文明。

### 先秦至明清
先秦时期，高州归属于西瓯、骆越部族。这两大部落都是中国南方百越民族的组成部分，统称为南越。春秋战国时期，高州属楚地。秦统一岭南后，设南海、桂林和象郡，高州一带区域当时处于桂林和象郡之间，即中北部属桂林郡，南部属象郡。 
汉代，岭南地区重新分设为南海、交趾、合浦等7郡，高州属合浦郡。元鼎六年（前111年），合浦郡下设高凉县，县治在现在的长坡镇旧城村。今高州长坡以南当时属合浦郡高凉县，余部属苍梧郡端溪县。汉灭南越国后，部分南越民族开始汉化，原南越民族则史称为俚族。
南朝梁大通二年（528年），在俚人聚居地区中心置立高州，此为高州之始，州治设于高凉郡（今长坡镇旧城村）。从南朝至唐代，先后在境内设立电白郡和良德县、茂名县，又设置高州和潘州。至此，在今高州境内，同时存在着两州（高州、潘州）、三县（茂名、良德、电白）的行政治所，高州治所也历经三址二迁，隋治高凉县（今阳江市阳东县境内），唐贞观二十三年迁治良德县（原东岸镇良德一带，现为高州水库），唐大历十一年迁治电白县（今长坡镇旧城村）。
宋开宝五年（公元972年），合并州县机构，地方行政区划进行了较大的调整，潘州并入高州，良德县并入电白县，境内仍保留有高州和茂名、电白一州两县建制。元至元十七年（1280年）改高州为高州路，明洪武元年（1368年）改路为府，高州路为高州府。洪武七年降为州，茂名县撤销并入高州。洪武九年高州复府，其后由治电白县城（今长坡镇旧城村）迁治茂名县城（今高州市城区）。明成化三年（公元1467年），电白县迁神电卫（今电白区电城镇）。原高州及电白治所附近一带地域，划为茂名县管辖，这便成了今天高州的基本地域。至此高州府领茂名县、电白县、信宜县、化州及其辖县吴川、石城（今廉江）等“一州五县”。
清代沿明制，高州府治、茂名县治以及高州总兵机构同设于今高州市城区一带。由于高州辖地较大，地理位置又处于战略要冲地带，因此便把高州府称为广东下四府（高州府、雷州府、廉州府、琼州府）之首府。

### 民国时期
中华民国元年（1912），撤高州府，广东省派出高州绥靖处，驻茂名县高州城，领茂名、信宜、电白、化县、吴川、廉江六县。民国三年，撤高州绥靖处，设高雷道，治所在茂名县，辖原高州府、雷州府、阳江直隶州属下11县。九年（1920），撤道，派出高雷善后处，治所与高雷道同。民国十四年（1925），撤善后处，派出南路行政公署，驻茂名县。十五年，又改为南路绥靖专员公署。民国二十五年（1936）11月，广东派第七行政督察专员公署驻茂名县，辖茂名、信宜、电白、化县、吴川、廉江、阳江、阳春和梅菉管理局。民国二十七年派出南路行署驻茂名县，管理第七、第八行政督察专员公署。民国三十六年（1947），原第七行政督察专员公署改为第八专署行政督察区，治所和辖区不变。 

### 中华人民共和国时期

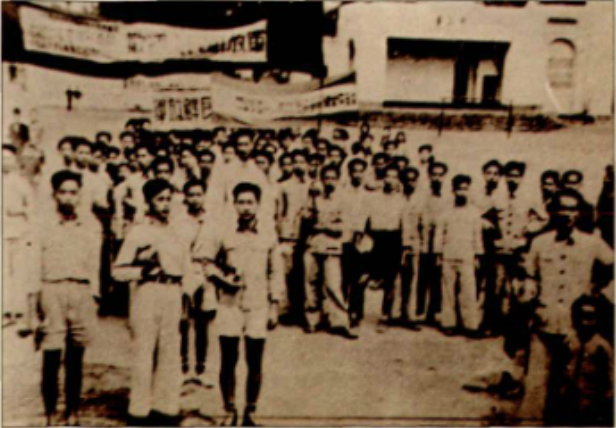
1949年11月2日，高城各界群众集结在圣殿坡广场，迎接中国人民解放军进城

1949年11月2日茂名县解放，属南路专区。1950年属高雷专区。1952年属粤西行政区。1956年属湛江专区。
1958年8月，原茂名县南部成立茂名工矿区市（茂名市）；1958年10月，茂名县南部的原公馆乡和袂花乡、鳌头乡的部分地域划入茂名工矿区市；将原小良乡划入电白县；将原石鼓乡的南盛、鳌头乡的兰石和龙首乡划入化州县。同年11月，茂名县与信宜县合并为茂信县，12月茂信县定名为高州县。1961年4月茂信县分署，原茂名部分仍称高州县，原信宜县管辖的深镇、古丁、马贵三个公社划归高州县管辖。1979年，分界公社的山阁、烧酒、霞池、黄杰、禄村、合益、金塘岭、福居等八个大队划归茂名市（現茂南區），成立山阁公社。
1983年8月，湛江专区撤销，高州县由已升格成地级市的茂名市管辖。10月，撤銷人民公社建制，公社改區，大隊改鄉。1986年12月，撤區建鎮（鄉），全縣劃為22鎮5鄉。1988年，石墳（改名為石龍）、深鎮、平山撤鄉改鎮，1992年，祥山、大潮撤鄉改鎮，至此全縣已無鄉級建制。
1993年6月8日，撤县设市，高州县改为高州市（縣級）。同年12月正式举行撤县建市挂牌仪式。
2000年2月25日，是江泽民在广东省高州市考察時初次提出“三个代表”思想，从全面总结党的历史经验和如何适应新形势新任务的要求出发，首次对“三个代表”进行了比较全面的阐述。高州也因此成为三个代表的发源地。

## 地理

### 地形

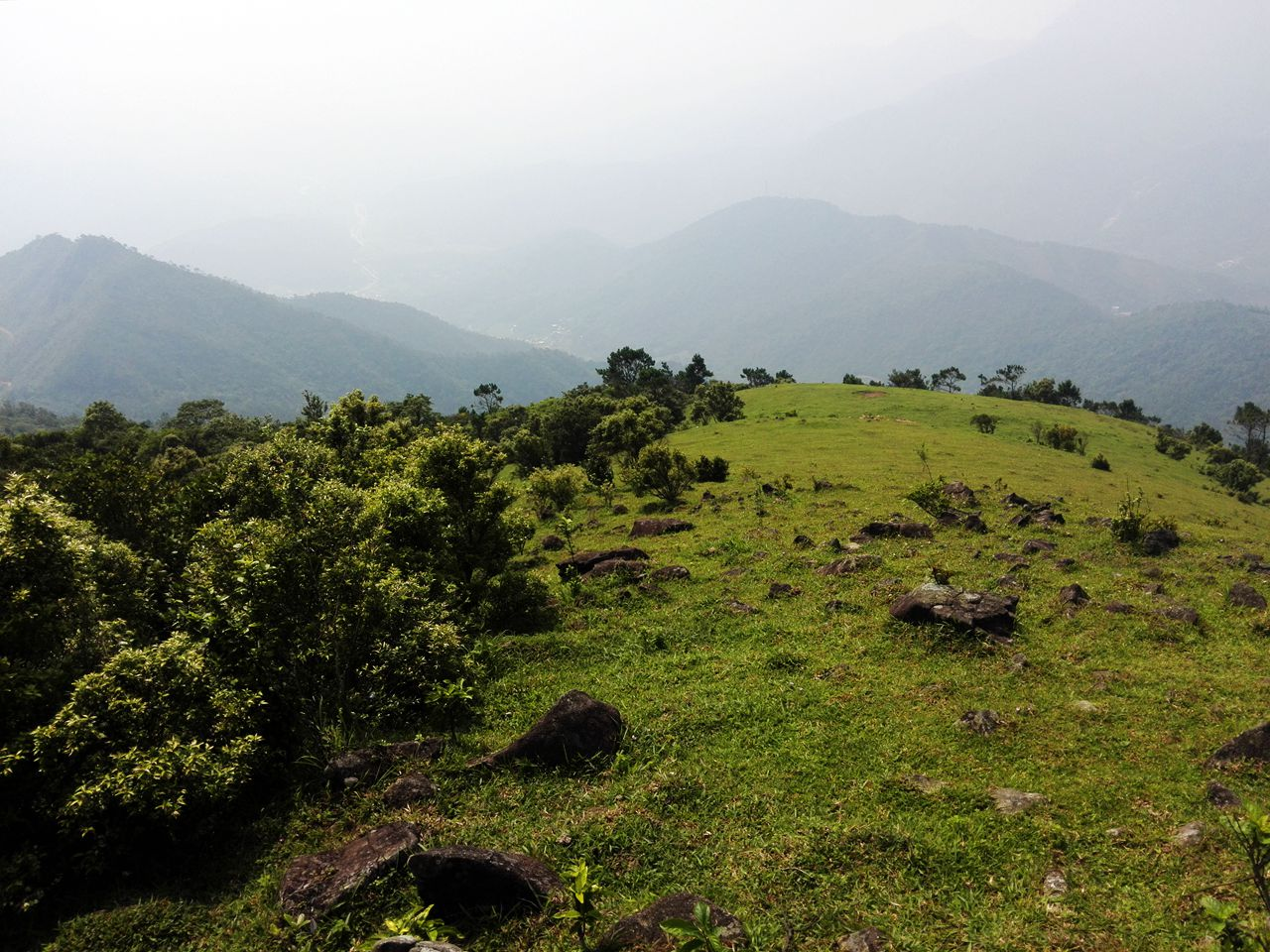
高州三官山

高州市地形复杂，地势大体是东北高，西南低。境内东北部是连绵的山地，中央腹地是起伏的丘陵，西部、南部的台地、小平原、山地及河谷小盆地相互交错。山地面积占 51.5%，丘陵面积占 31.9%，平原面积占 16.6%。一般山岭土层较厚，山地多粘质土，平坦的坡地则多沙土。地势最高点是东北部的棉被顶，海拔1627.3米，最低点是西南部祥山鉴江河床，海拔11.5米。

### 气候
高州市区地处亚热带，属亚热带季风性湿润气候区，热量丰富，雨量充沛，冬季暖和时有阵寒。夏季高温无酷暑，年平均气温23℃，极端最高气温36.6℃，极端最低气温3.5℃，平均最高气温在7-8月份，最低气温在12-1月份。历年平均降雨量1560mm，每年4-9月份为雨季，降雨量占全年80%以上。风向以东南风和东风为主，季风气候极为明显，每年3-9月盛行东南风，11月至来年1月份多为北风和西北风，雨季常有台风袭击。

## 文化

### 方言
高州境内通用粤语（白话），其他方言有客家话（涯话）和闽南话（俚话）。高州白话，属于汉藏语系下的汉语族粤语支高阳片；高州涯话，属于汉藏语系汉语族客语支，之前属于不分片客语，后来经比较可算粤台片𠊎話小片，使用者散布在高州东部和东南部、东北部的泗水、谢鸡、根子、分界、新垌、云潭、大坡、马贵、古丁、深镇等镇。

### 木偶戏
高州木偶戏，民间称“傀戏”、“傀仔戏”，由明朝万历年间从福建传入的布袋戏发展而起，20世纪七八十年代盛极一时，木偶戏班发展到两千多班，年演出一万多场，成为广东演出单位中演出剧种最多的文艺团体。2003年，高州被评为中国民族民间艺术(木偶)之乡，作为木偶戏的重要分支，木偶戏（高州木偶戏）被入选为第一批国家级非物质文化遗产。

## 人口
根据第七次全国人口普查数据，截至2020年11月1日零时，高州常住人口为1328657人。
2021年末，高州市常住人口133.05万人，比上年增加0.12万人，其中城镇常住人口51.44万人，占常住人口的比重（常住人口城镇化率）为38.66%。年末全市户籍人口186.94万人，同比增加1.42万人。

## 教育

### 基础教育
著名的学校有：
| 学校名称       | 地点                    | 建校日期   | 面积    | 备注                                                                       | 前身                                           |
| -------------- | ----------------------- | ---------- | ------- | -------------------------------------------------------------------------- | ---------------------------------------------- |
| 广东高州中学   | 高州市城南茂岭          | 1905年3月  | 200亩   | 高州四大中之首、广东省一级学校（1995）、广东省国家级示范性普通高中（2008） | 南岳书院（明）、高郡中学堂、广东省省立第九中学 |
| 高州市第一中学 | 高州市教育路50号        | 1934年2月  | 203.1亩 | 高州四大中之一、广东省一级学校（1996）                                     | 香港德明中学分校                               |
| 高州市第二中学 | 高州市高凉东路548号     | 1905年3月  | 560亩   | 高州四大中之一、广东省一级学校（1996）、广东省国家级示范性普通高中（2018） | 茂名中学堂                                     |
| 高州市第四中学 | 高州市文笔路151号       | 1968年     | 123亩   | 高州四大中之一、广东省一级学校（2000）、广东省国家级示范性普通高中（2012） | 海珊中学                                       |
| 高州市石鼓中学 | 高州市石鼓镇爱民路248号 | 1941年10月 | 197亩   | 广东省一级学校（2008）                                                     |                                                |
| 高州市大井中学 | 高州市大井镇沿江路      | 1941年     | 235亩   | 广东省一级学校（2005）、广东省国家级示范性普通高中（2012）                 | 香港私立导正中学                               |

### 大中专院校
- 广东省高州农校
- 广东茂名幼儿师范专科学校（高州校区）

## 医疗
截止2018年，高州市共有各类医疗卫生机构1108个，其中全国三级甲等医院2间（分别为高州市人民医院、高州市中医院），镇卫生院/社区卫生服务中心31间，村卫生站433个。规模较大的医院有：

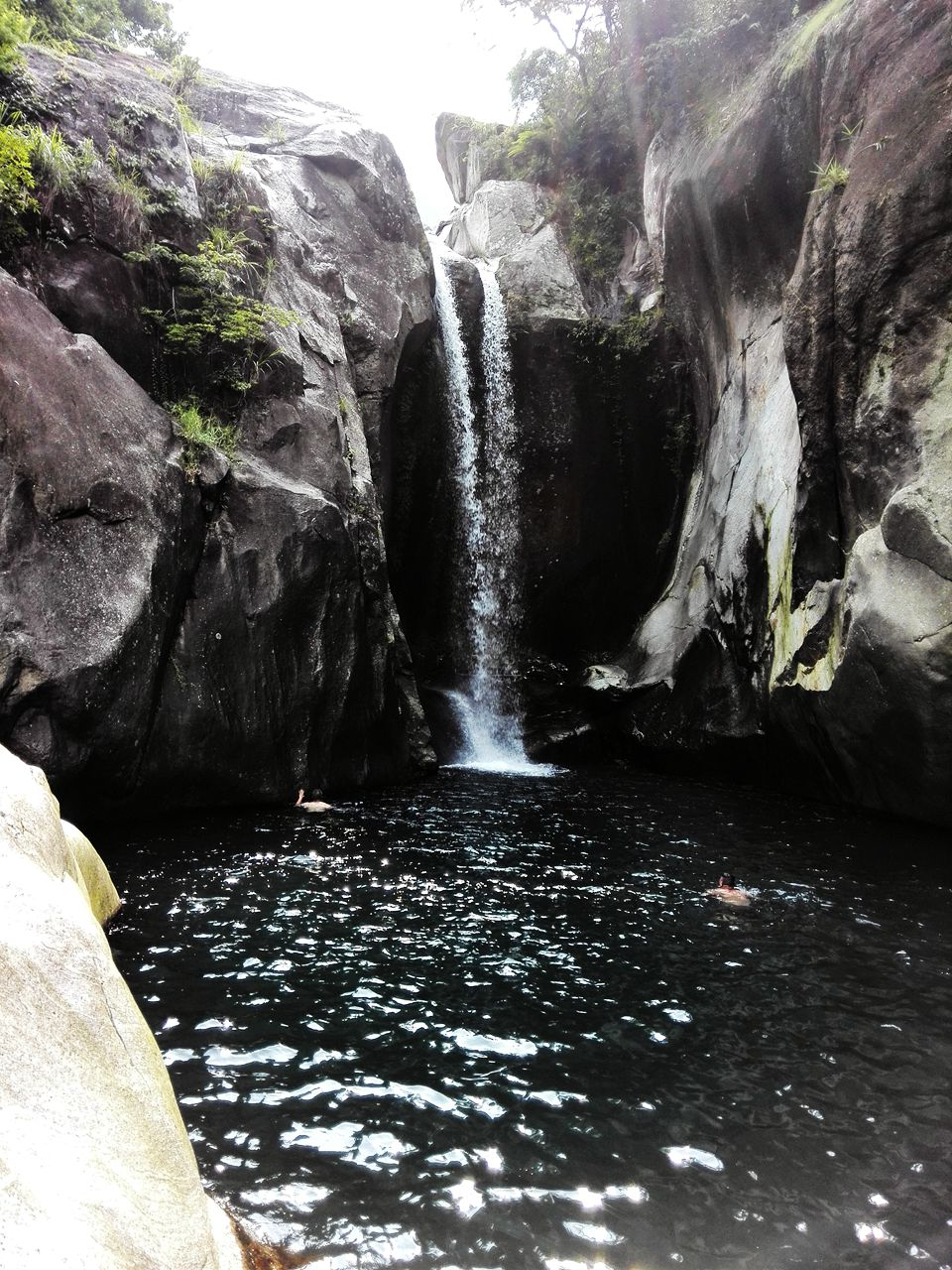
高州深镇自然保护区

| 医院名称           | 创办时间  | 性质         | 等级                       |
| ------------------ | --------- | ------------ | -------------------------- |
| 高州市人民医院     | 1929年    | 公立综合医院 | 全国三甲医院（2014年评定） |
| 高州市中医院       | 1960年    | 公办专科医院 | 全国三甲医院（2016年评定） |
| 高州市妇幼保健院   | 1956年8月 | 公办专科医院 |                            |
| 高州市慢性病防治站 |           | 公办专科医院 |                            |

## 旅游
知名旅游景点：
- 仙人洞自然风景区（国家4A级旅游景区）
- 大唐荔乡文化旅游区（国家3A级旅游景区）
- 古郡水城（国家3A级旅游景区）
- 高州水库（玉湖国家水利风景区）
- 粤龙山风景区
- 高州冼太庙
- 宝光塔
- 市区六大公园：潘州公园、瀛洲公园、观山公园、挂榜岭生态公园、笔架山森林公园、文笔岭生态公园

## 经济
高州是广东省农业总产值最高的县（市），种植业和农副产品加工业为本地主要产业，工业基础薄弱，大部分劳动人口分布在乡镇地区，城镇化水平不高。高州的手套产业在1990年代至2000年代中期曾兴盛一时，生产的劳保皮革手套远销海外，但因工艺低端和技术落后难以为继，规模大不如前。

### 农业

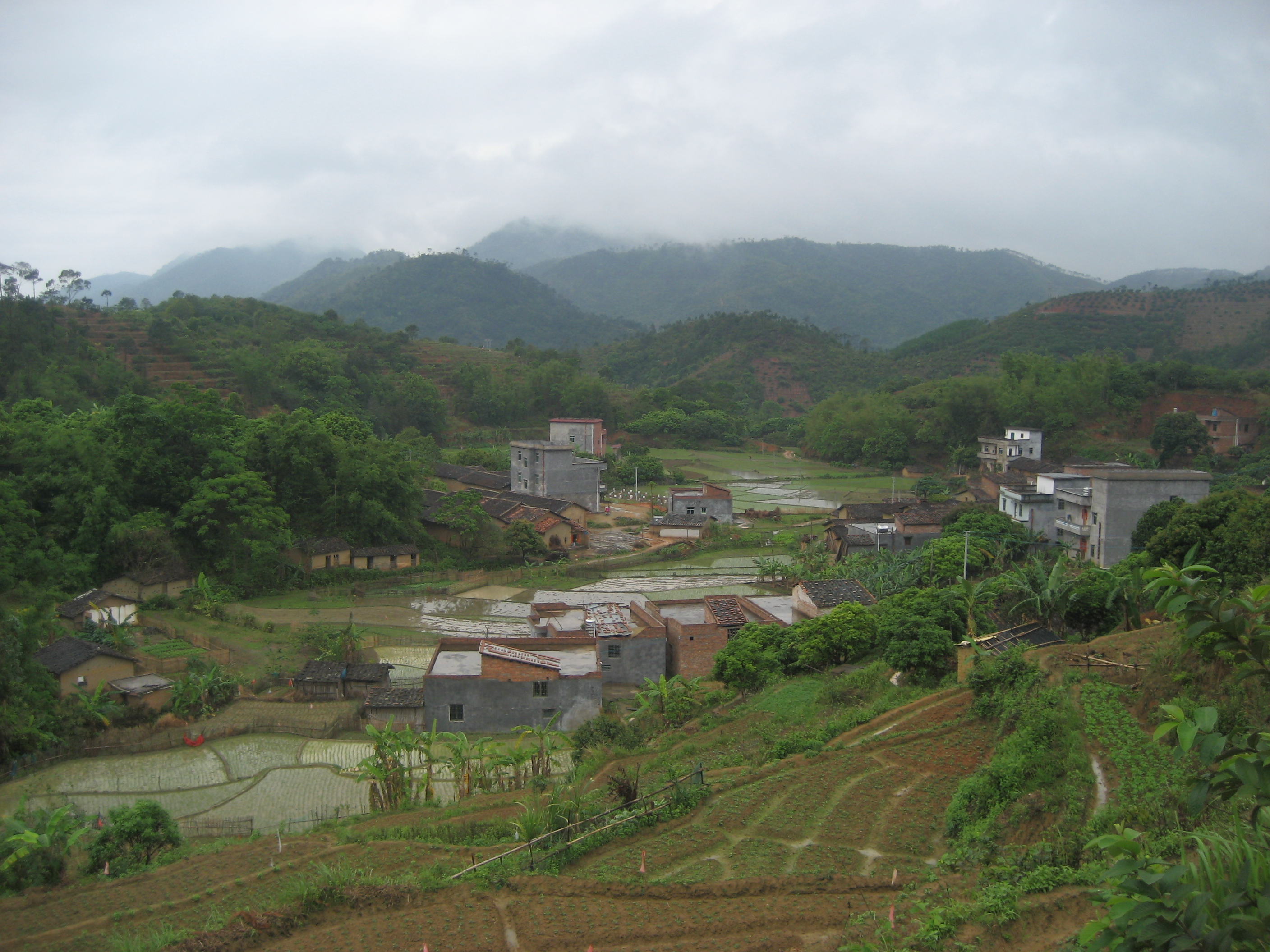
高州平山鎮农村风光

高州的农业总产值连续多年名列广东省各县（市）第一，全市已形成荔枝、龙眼、香蕉、北运菜、油茶、南药、生猪、蛋鸡、罗非鱼、鳄鱼等十大特色农产品生产基地，水果种植面积136万亩，年产水果130万吨以上，其中荔枝种植面积超过55万亩，年产量达全国八分之一，全球十分之一，龙眼种植面积超过32万亩，年产量占全省五分之一，全国百分之八。

### 工业
以农副产品加工为主，金属制造、轻工纺织、医药健康等产业为辅，主要集中于金山工业园区。

### 商圈

#### 中山路商圈
粤西地区历史最悠久的商圈之一。广义的中山路商圈以原百货大楼（已倒闭）为核心，除了中山路商业步行街，还包括附近的永镇街、解放街、南华路一带。中山路以往就是高州城区重要的商业活动中心，全长884米，占地4万多平方米，商业氛围浓厚，以浓郁的岭南骑楼风格为特色，被评为第三批广东省历史文化街区。

#### 金港湾商圈
位于城区文明路，亦是目前人气最旺的商业区，商业配套相对集中完善，以文明路金港湾百货为核心，扩至广场路、公园路、教育路一带，汇集大型超市、品牌服饰、数码产品、金器首饰、休闲饮食、电影娱乐等商业业态。

#### 太阳城商圈
2010年后随着城市南拓新兴的商圈，以高凉路太阳城广场为核心，涵盖超市、服装、饮食、儿童乐园以及精品书店等业态。

#### 桂圆食坊
位于市区桂圆东路两侧，于2016年元旦正式开业，定位为粤西地区最大的美食城，占地面积近5万平方米，一期工程汇聚超过200间食肆、商铺、酒吧、小吃档。

## 友好縣／友好城市
- 廣西壯族自治區岑溪縣（1993年1月14日）
- 陝西省澄城县（1993年5月29日）
- 辽宁省北票市[13]（2018年4月19日）

## 行政区划
高州市下辖5个街道办事处、23个镇：
石仔岭街道、山美街道、金山街道、潘州街道、宝光街道、谢鸡镇、新垌镇、云潭镇、分界镇、根子镇、泗水镇、镇江镇、沙田镇、南塘镇、荷花镇、石板镇、大井镇、潭头镇、大坡镇、平山镇、深镇镇、马贵镇、古丁镇、曹江镇、荷塘镇、石鼓镇、东岸镇、长坡镇、团结农场、胜利农场和火星农场。
| 功能片区           | 重点发展产业                                                             | 等级       | 街道/镇    | 面积（km2） | 户籍人口（2015年） | 常住人口（2015年） | 总人口（2016年） |
| ------------------ | ------------------------------------------------------------------------ | ---------- | ---------- | ----------- | ------------------ | ------------------ | ---------------- |
| 南部城镇密集发展区 | 物流、商贸、房地产业、餐饮住宿业、传统制造业、现代农业与生态旅游业       | 中心城区   | 潘州街道   | 25          | 338000             | 220000             | 131000           |
| 南部城镇密集发展区 | 物流、商贸、房地产业、餐饮住宿业、传统制造业、现代农业与生态旅游业       | 中心城区   | 山美街道   | 39          | 338000             | 220000             | 21293            |
| 南部城镇密集发展区 | 物流、商贸、房地产业、餐饮住宿业、传统制造业、现代农业与生态旅游业       | 中心城区   | 宝光街道   | 159         | 338000             | 220000             | 87200            |
| 南部城镇密集发展区 | 物流、商贸、房地产业、餐饮住宿业、传统制造业、现代农业与生态旅游业       | 中心城区   | 石仔岭街道 | 42          | 338000             | 220000             | 43000            |
| 南部城镇密集发展区 | 物流、商贸、房地产业、餐饮住宿业、传统制造业、现代农业与生态旅游业       | 中心城区   | 金山街道   | 62          | 338000             | 220000             | 70000            |
| 南部城镇密集发展区 | 物流、商贸、房地产业、餐饮住宿业、传统制造业、现代农业与生态旅游业       | 中心镇     | 石鼓镇     | 155.2       | 126000             | 119000             | 128000           |
| 南部城镇密集发展区 | 物流、商贸、房地产业、餐饮住宿业、传统制造业、现代农业与生态旅游业       | 中心镇     | 分界镇     | 60.6        | 51000              | 48000              | 54000            |
| 南部城镇密集发展区 | 物流、商贸、房地产业、餐饮住宿业、传统制造业、现代农业与生态旅游业       | 一般镇     | 沙田镇     | 98          | 49000              | 33000              | 49950            |
| 南部城镇密集发展区 | 物流、商贸、房地产业、餐饮住宿业、传统制造业、现代农业与生态旅游业       | 一般镇     | 镇江镇     | 101.8       | 57000              | 39000              | 56000            |
| 南部城镇密集发展区 | 物流、商贸、房地产业、餐饮住宿业、传统制造业、现代农业与生态旅游业       | 一般镇     | 根子镇     | 87          | 76000              | 51000              | 78000            |
| 南部城镇密集发展区 | 物流、商贸、房地产业、餐饮住宿业、传统制造业、现代农业与生态旅游业       | 一般镇     | 泗水镇     | 76.3        | 64000              | 42000              | 64000            |
| 南部城镇密集发展区 | 物流、商贸、房地产业、餐饮住宿业、传统制造业、现代农业与生态旅游业       | 一般镇     | 谢鸡镇     | 103.2       | 65000              | 45000              | 65000            |
| 南部城镇密集发展区 | 物流、商贸、房地产业、餐饮住宿业、传统制造业、现代农业与生态旅游业       | 一般镇     | 新垌镇     | 168         | 80000              | 53000              | 78000            |
| 南部城镇密集发展区 | 物流、商贸、房地产业、餐饮住宿业、传统制造业、现代农业与生态旅游业       | 一般镇     | 云潭镇     | 83.8        | 53000              | 31000              | 52000            |
| 东北山区城镇发展区 | 生态旅游业、文化旅游业                                                   | 县域副中心 | 长坡镇     | 242.3       | 93000              | 92000              | 94000            |
| 东北山区城镇发展区 | 生态旅游业、文化旅游业                                                   | 一般镇     | 平山镇     | 149         | 44000              | 41000              | 45830            |
| 东北山区城镇发展区 | 生态旅游业、文化旅游业                                                   | 一般镇     | 东岸镇     | 260.4       | 94000              | 85000              | 94000            |
| 东北山区城镇发展区 | 生态旅游业、文化旅游业                                                   | 一般镇     | 古丁镇     | 112         | 41000              | 40000              | 41561            |
| 东北山区城镇发展区 | 生态旅游业、文化旅游业                                                   | 一般镇     | 深镇镇     | 103         | 31000              | 24000              | 31999            |
| 东北山区城镇发展区 | 生态旅游业、文化旅游业                                                   | 一般镇     | 马贵镇     | 156.3       | 40000              | 34000              | 40548            |
| 东北山区城镇发展区 | 生态旅游业、文化旅游业                                                   | 一般镇     | 大坡镇     | 236.1       | 81000              | 75000              | 83354            |
| 西北丘陵城镇发展区 | 皮革加工、金属加工、橡胶制品、建材加工、家具制造业、现代农业与生态旅游业 | 中心镇     | 大井镇     | 134         | 59000              | 54000              | 60000            |
| 西北丘陵城镇发展区 | 皮革加工、金属加工、橡胶制品、建材加工、家具制造业、现代农业与生态旅游业 | 一般镇     | 曹江镇     | 125         | 76000              | 53000              | 76860            |
| 西北丘陵城镇发展区 | 皮革加工、金属加工、橡胶制品、建材加工、家具制造业、现代农业与生态旅游业 | 一般镇     | 南塘镇     | 143.8       | 66000              | 42000              | 66500            |
| 西北丘陵城镇发展区 | 皮革加工、金属加工、橡胶制品、建材加工、家具制造业、现代农业与生态旅游业 | 一般镇     | 潭头镇     | 82          | 51000              | 35000              | 49700            |
| 西北丘陵城镇发展区 | 皮革加工、金属加工、橡胶制品、建材加工、家具制造业、现代农业与生态旅游业 | 一般镇     | 荷花镇     | 103.8       | 57000              | 40000              | 58500            |
| 西北丘陵城镇发展区 | 皮革加工、金属加工、橡胶制品、建材加工、家具制造业、现代农业与生态旅游业 | 一般镇     | 荷塘镇     | 116         | 40000              | 26000              | 39000            |
| 西北丘陵城镇发展区 | 皮革加工、金属加工、橡胶制品、建材加工、家具制造业、现代农业与生态旅游业 | 一般镇     | 石板镇     | 102         | 52000              | 35000              | 50000            |
| 合计               | 合计                                                                     | 合计       | 合计       |             | 1784000            | 1357000            |                  |

## 交通
对内交通主要以公路为主，以市区为中心的公路系统串联各乡镇。与外部交通以铁路、高速公路为主。
- 铁路：高州站（洛湛铁路、信茂城际列车）
- 高速公路：包茂高速公路、汕湛高速公路、云茂高速公路
- 国道： 207国道、 359国道
- 省道：S277、S280、S281、 S283、S291、S388